# Taucha (Sassonia)
Taucha è una città di 14 561 abitanti della Sassonia, in Germania.
Appartiene al circondario della Sassonia Settentrionale.

## Storia
Il 1º aprile 1992 venne aggregato alla città di Taucha il comune di Pönitz.

## Suddivisione
Taucha si divide in 10 zone, corrispondenti all'area urbana e a 9 frazioni (Ortsteil):
- Taucha (area urbana)
- Cradefeld
- Dewitz
- Döbitz
- Graßdorf
- Merkwitz
- Plösitz
- Pönitz
- Seegeritz
- Sehlis

## Amministrazione

### Gemellaggi
Taucha è gemellata con:
- Chadrac, dal 1992
- Espaly-Saint-Marcel, dal 1992